# 西禪寺摩崖造像
西禪寺摩崖造像位於四川省資陽市安岳縣，文物遺址年代判定為唐代至元代。2007年6月1日公佈為四川省第七批文物保護單位。